# آنالیز درخت عیب
عیب یا خطا ترجمه‌ای از واژهٔ Fault است که در آن برای واژه Fault در کاربرد سخت‌افزار "عیب" و در کاربرد نرم‌افزار "خطاً در نظر گرفته می‌شود.

## درخت عیب
مدل‌سازی و آنالیز سیستم به کمک درخت عیب اولین بار در سال ۱۹۶۲ در آزمایشگاه بل و تحت نظارت نیروی هوایی آمریکا مطرح شد و امروزه به‌عنوان یکی از پرکاربردترین روش‌ها در حوزه مدل‌سازی حالات خرابی سیستم، ارزیابی، تشخیص و مکان‌یابی عیوبِ سیستم در سطح وسیعی از رشته‌های مهندسی مورداستفاده قرارگرفته است. درخت عیب یک دیاگرام سلسله مراتبی است که به‌صورت استنتاجی از روی ساختار عملکردی یک سیستم ترسیم می‌شود و در آن تمامی راه‌های ممکن برای خرابی سیستم (شامل علل و عوامل نامطلوب) به تصویر کشیده می‌شود. این مدل به دو صورت کمی و کیفی قابل ارزیابی می‌باشد. در این مدل بالاترین المان نمایندهٔ وقوع رویداد نامطلوب (رویدادی که از دیدگاه قابلیت اطمینان و ایمنی بحرانی و خطرناک محسوب می‌شود) در سیستم و پایین‌ترین المان نمایندهٔ رویدادهای پایه (این رویدادها معمولاً خرابی اجزای یک سیستم در پایه‌ترین سطح ممکن هستند) می‌باشند. آنالیز وقوع رویداد سطح بالاتر به کمک جبر بول و از روی ترکیب مجموعه‌ای از رویداد سطح پایین‌تر صورت می‌پذیرد. در این درخت بالاترین رویداد را "رویداد نهایی" (Top Event) و پایین‌ترین رویداد را "رویداد پایه" (Basic Event) می‌نامند. رویدادهای پایه به کمک گیت‌های منطقی به یکدیگر متصل شده و رویدادهای سطوح بالاتر را می‌سازند. در یک درخت استاتیکی هر گاه خرابی یک جزء به تنهایی باعث خرابی یک سیستم یا زیرسیستم شود، آنگاه تعامل این خرابی با دیگر خرابی‌ها را با گیت OR نشان می‌دهند. همچنین هرگاه سیستمی وجود داشته باشد که برای خرابی آن بایستی تمام اجزاء معیوب شوند آنگاه آن سیستم و اجزای متعلق به آن را با گیت AND مدل می‌کنند. بدیهی است که هر ترکیب دیگری از سیستم‌ها با ترکیب این دو گیت ساخته می‌شود. لازم است ذکر شود به این نوع درخت استاتیکی درخت همدوس می‌گویند. در برخی مدل‌ها نظیر مدل‌سازی تصادف در چهارراه و مدل‌سازی سیستم کنترل غلتش در کشتی علاوه بر گیت‌های مذکور، گیت‌هایی مانند XOR ،Inhibit Gate و NOT به‌کاربرده می‌شوند که در این حالت به خاطر وجود NOT در پیکره درخت، به آن‌ها درخت استاتیکی غیر همدوس گفته می‌شوند. درخت‌های استاتیکی غیر همدوس ارزیابی خاص خود را دارند که در این پایان‌نامه به آن پرداخته نمی‌شود. در برخی کاربردها سیستم‌ها علاوه بر ماهیت سری، موازی و سری-موازی ماهیت دینامیکی و وابسته به زمان نظیر اولویت خرابی، ترتیب و توالی، وابستگی عملکردی، رزرو و تعمیر در خود دارند که به‌موجب آن نیاز به یک مدل دینامیکی می‌باشد، به همین جهت مدل درخت عیب دینامیکی در دهه ۹۰ توسط دوگان مطرح گردید و تا به امروز تحقیقات فراوانی درزمینهٔ افزایش کارایی این نوع درخت انجام‌شده‌است. در مدل‌سازی درخت‌های عیب دینامیکی علاوه توصیف گیت‌های دینامیکی، لحاظ مواردی نظیر پوشش نامناسب عیوب، عیوب منشأ مشترک، شوک‌های مخرب و غیر مخرب، نیز موردبحث قرار می‌گیرد. .

## کاربردهای درخت عیب در صنعت
درخت عیب کاربردهای فراوانی در صنعت دارد که برخی از کاربردهای درخت عیب عبارت‌اند از:
1. به کمک درخت عیب فهم و درک مسیرهای منطقی‌ای که منجر به وقوع رویداد نامطلوب یا خرابی سیستم می‌شوند، امکان‌پذیر می‌گردد.
2. پارامترهایی نظیر قابلیت اطمینان، ایمنی و میانگین زمانی تا خرابی توسط درخت عیب قابل ارزیابی می‌باشند.
3. با ترکیب درخت عیب و روش‌های ارزیابی حساسیت می‌توان محتمل‌ترین مسیرهای خرابی و گلوگاه‌های خرابی سیستم را تعیین نمود.
4. به کمک درخت عیب کاهش و بهینه‌سازی منابع و نیازمندی‌های سیستم امکان‌پذیر می‌شود.
5. درخت عیب ابزاری مفید برای مدل‌سازی نیازمندی‌ها و تجهیزات است.
6. درخت عیب ابزار تشخیص، مکان‌یابی، ریشه‌یابی و جداسازی عیوب در سیستم‌های صنعتی می‌باشد.

نمایش گرافیکی و منطقی درخت عیب دید خوب و عمیقی به جهت شناخت ساختار سیستم از منظر خرابی به مهندسان طراح و بهره‌بردار آن می‌دهد. درخت عیب به آن‌ها امکان عیب‌یابی سیستماتیک را داده و با مشخص نمودن گلوگاه‌های خرابی امکان تقویت سیستم در برابر خرابی اجزای بحرانی را امکان‌پذیر می‌کند. درخت عیب روشی شناخته‌شده برای تشخیص و پیش‌بینی عیوب در سیستم‌ها می‌باشد که در ادامه به آن‌ها پرداخته می‌شود.

### کاربرد درخت عیب به‌عنوان ابزار تشخیص عیب
روش‌های تشخیص و ریشه‌یابی عیب را می‌توان به دو دسته کلی مبتنی بر مدل و مبتنی بر داده دسته‌بندی نمود که هرکدام به دو زیرشاخه روش‌های کمی و کیفی تقسیم می‌شوند. مرجع  در سال ۲۰۰۸ به دسته‌بندی این روش‌ها به‌صورت شکل ۱ پرداخته است و درخت عیب را به‌عنوان یکی از مدل‌های علت و معلول که جزئی از روش‌های مبتنی بر مدل کیفی است، دانست. علت کیفی بودن این روش آن است که می‌بایست توسط یک کارشناس و خبره برای هر سیستم مدل‌سازی انجام شود و می‌توان گفت این روش مبتنی بر ساختار سیستم می‌باشد.

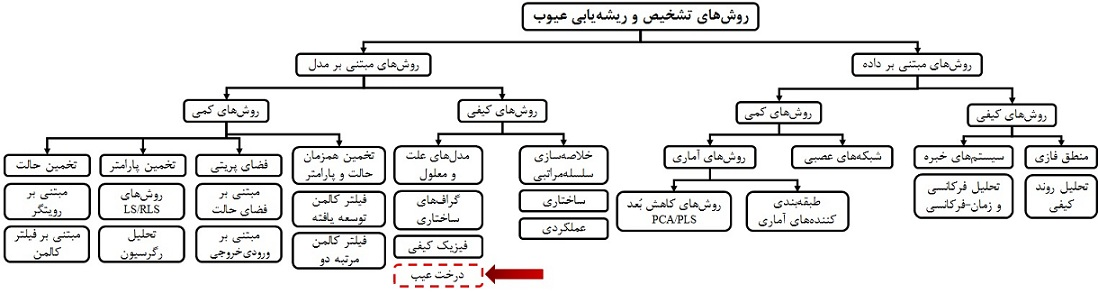
شکل ۱: دسته‌بندی انواع روش‌های تشخیص و ریشه‌یابی عیب (با اقتباس از مرجع ^{[2]} - by Koorosh Aslansefat)

### کاربرد درخت عیب به‌عنوان ابزار پیش‌بینی عیب
پیش‌بینی عیب یکی از موضوعات بسیار مهم در صنعت می‌باشد که ازنظر جایگاه بعد از تشخیص و ریشه‌یابی عیب قرار دارد (شکل 2)  . در پیش‌بینی عیوب حالت‌های تنزل یافته در سیستم موردبررسی قرارگرفته و پس از تنزل سیستم به یکی از آن‌ها مدت‌زمانی که طول می‌کشد تا سیستم معیوب شده و از کار بیفتد، تخمین زده می‌شود. یکی از پارامترهای پرکاربرد برای پیش‌بینی عیوب پارامتر عمر مفید باقی‌مانده (RUL) می‌باشد که در برخی از مراجع آن را برابر با پارامترهایی نظیر MTTF در سیستم‌های غیرقابل تعمیر و MTBF در سیستم‌های قابل تعمیر می‌دانند . ازآنجایی‌که درخت عیب دینامیکی روشی ساختاریافته و قدرتمند برای ارزیابی قابلیت اطمینان بوده و پارامترهای MTBF و MTTF با انتگرال‌گیری از روی آن به دست می‌آید، در نتیجه می‌توان از درخت عیب دینامیکی برای پیش‌بینی عیوب نیز استفاده نمود.

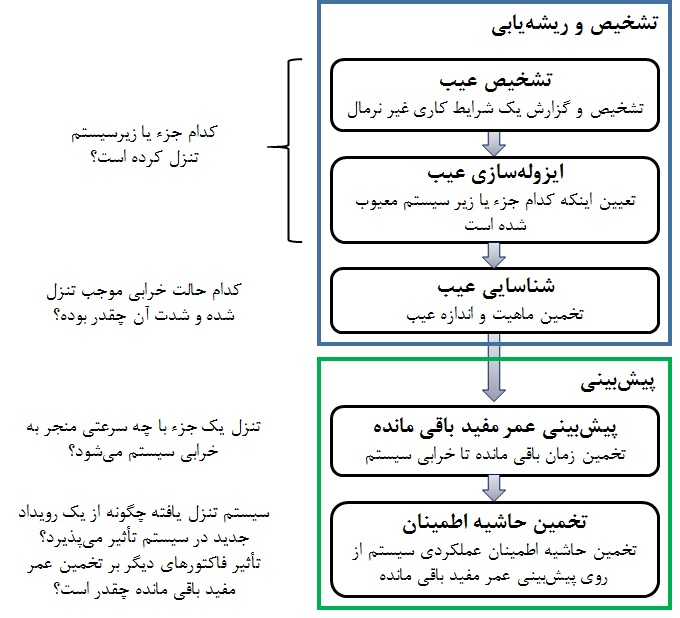
شکل 2: مراحل اساسی برای پیش‌بینی عیب و رابطه آن با ریشه‌یابی عیب (با اقتباس از مرجع ^{[3]} - by Koorosh Aslansefat)

## چالش‌های مدلسازی قابلیت اطمینان در درخت عیب
همان‌طور که می‌دانید، درخت عیب استاتیکی محدودیت‌های مدل‌سازی بسیاری دارد، در این درخت مدل‌سازی برخی خواص دینامیکی سیستم نظیر تعمیر، ترتیب و توالی، وابستگی عملکردی، رزرو و غیره امکان‌پذیر نیست. این امر سبب شده‌است که در دهه اخیر تحقیقات بی‌شماری به‌منظور افزودن قابلیت‌های دینامیکی به درخت عیب صورت گیرد. شکل 3 برخی از چالش‌های مدل‌سازی قابلیت اطمینان در درخت عیب را به تصویر کشیده است .

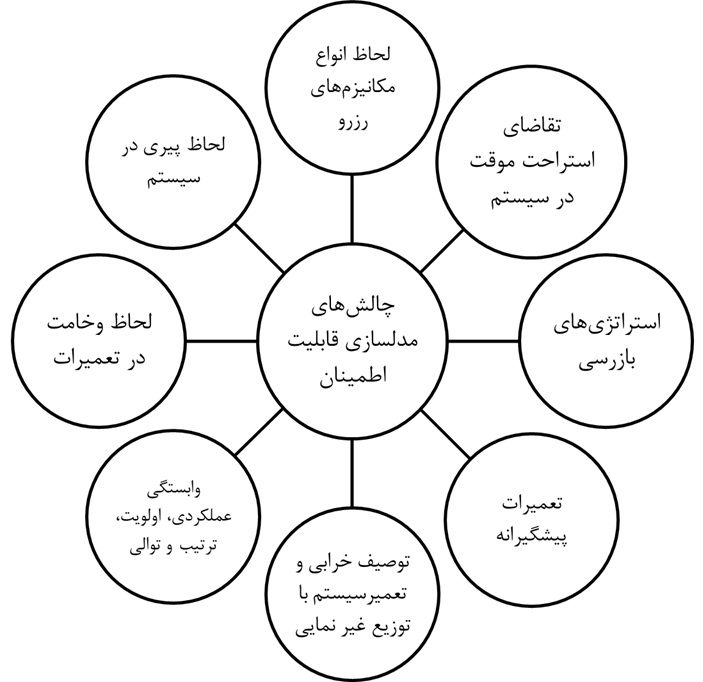
شکل 3: چالش‌های مدلسازی مسئله قابلیت اطمینان در درخت عیب (با اقتباس از مرجع ^{[5]} - by Koorosh Aslansefat)